# Barry Award/Bestes Sachbuch
Barry Award: Bestes Sachbuch
Gewinner des Barry Awards in der Kategorie Bestes Sachbuch (Best Non-Fiction), die einmalig 1997 das beste im Vorjahr in den USA oder Kanada erschienene Sachbuch aus dem Krimi- oder Mystery-Genre auszeichnete. Obwohl beispielsweise bei dem bekannteren Edgar, Anthony Award oder Agatha Award ebenfalls regelmäßig Werke der Sachliteratur prämiert werden, wurde die Kategorie für neuere Auflagen des Krimipreises nicht mehr weitergeführt.
| Jahr | Preisträger         | Romantitel        | Deutscher Titel |
| ---- | ------------------- | ----------------- | --------------- |
| 1997 | Willetta L. Heising | Detecting Women 2 |                 |